# Egidius Jünger

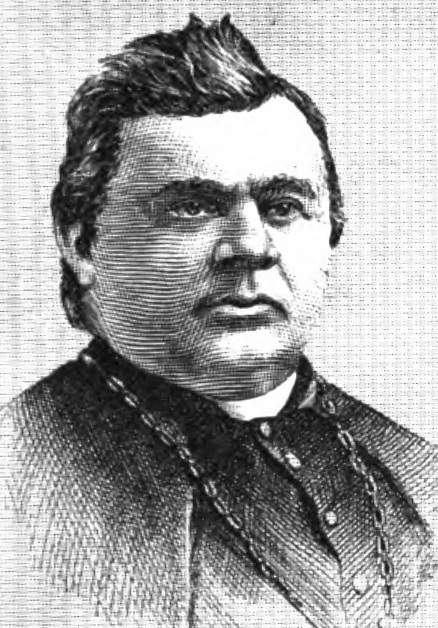
Egidius Jünger

Egidius Jünger, auch Aegidius Junger geschrieben (* 6. April 1833 in Burtscheid; † 26. Dezember 1895 in Vancouver), war ein in Deutschland geborener römisch-katholischer Geistlicher. Er diente von 1879 bis zu seinem Tod 1895 als Bischof von Nesqually und war der einzige in Europa geborene Bischof von West-Washington.

## Biografie
Jünger wurde in Burtscheid bei Aachen in der preußischen Rheinprovinz geboren. Er erhielt seine frühe Erziehung an den Schulen seiner Heimatstadt und absolvierte sein Abitur am Königlichen Gymnasium in Aachen. 1853 trat er in die Katholische Universität Löwen in Belgien ein. Am 27. Juni 1862 erhielt er in Mechelen die Priesterweihe. Im Oktober desselben Jahres kam er als Missionar in die Vereinigten Staaten, wo er in Walla Walla (Washington) stationiert war. 1864 wurde er Rektor der St.-James-Kathedrale (heute eine Prokathedrale) in Vancouver.
Am 6. August 1879 wurde Jünger von Papst Leo XIII. zum zweiten Bischof von Nesqually ernannt. Seine Bischofsweihe erhielt er am darauf folgenden 28. Oktober vom Erzbischof François Norbert Blanchet in Oregon City, Oregon. Mitkonsekrator war Augustin Magloire Alexandre Blanchet, sein Vorgänger als von Nesqually. Die Diözese erlebte unter seiner Verwaltung ein beträchtliches Wachstum, einschließlich einer Zunahme der Zahl der Priester und Pfarreien, und die Zahl der Ordensfrauen in der Region stieg von etwa 60 auf 286. Unter seiner Leitung wurde 1888 in Vancouver eine große Kathedrale gebaut, um die alte Holzkirche zu ersetzen, die 1846 von den Bischöfen François Norbert Blanchet und Modeste Demers erbaut worden war. Aber die 50.000 Dollar Schulden, die das Projekt mit sich brachte, lasteten auf ihm.
Er starb in Vancouver im Alter von 62 Jahren am Fest des Heiligen Stephanus 1895.